# 改組派

改組派早年發行之刊物

改組派，全稱中國國民黨改組同志會，是於1920年代末至1930年代初中國國民黨內部一個反對蔣介石的政治派別，該派別在汪精衛本人未首肯的情況下，將其尊奉為精神領袖，參與當時國民黨內部的權力鬥爭。該派被視為當時國民黨內最大的文人派別。

## 準備活動
1927年底，汪精衛在寧漢合流後的國民黨內鬥爭中失勢，被迫暫時退出，前往法國修養。休養期間，他在所發表的文章中表示當時國民黨的方向已經錯誤，主張恢復「民國十三年（1924年）的國民黨改組精神」，成為了改組派名字的來源。沒有一起出國的陳公博、顧孟余等也在國內活動，陳公博於1928年5月7日創立《革命評論》週刊，鼓吹恢复1924年国民党改组精神，恢复民众组织和民众运动，反对南京的贪污腐化，也反对共产党的武装暴动，并鼓吹以所谓“农工小市民”同盟为国民党阶级基础。顧孟余於1928年6月1日創辦《前進》雜誌，撰文抨擊當權的國民黨領導層，主张拥汪，但不赞成“阶级基础论”，提倡所谓“超阶级论”，在年輕知識份子之間風靡一時，銷量居「當日發行量之冠」。声称要“集合革命同志”，重新制订纲领，改组国民党。當權的蔣中正開始時出於打擊其他政敵的考慮，派宋子文對此予以暗中經費支持。但是由於雜誌抨擊太猛，國民黨領䄂胡漢民又在此時從法國回國支持蔣介石，9月此類雜誌就紛紛停刊了。
1928年8月，陳公博靠李福林的借款在上海創辦了大陸大學，實際使用共產黨的方法培養未來的改組派幹部。在此任教的如施存統、許德珩、劉侃元等多是原來《革命評論》等的撰稿人。這些措施都為改組派的建立創造了條件。

## 成立
1928年11月，陳公博、顧孟余等在上海成立了中國國民黨改組同志會总部，發展各級組織，奉汪精卫为领袖，以陈公博为总负责人（陈赴巴黎后，由王乐平继任），标榜“恢复民国十三年改组国民党的精神”。改组派以国民党内的知识分子和青年学生为主，他们支持汪兆铭，要求在国民党内实行民主。改组派在国民党内引起了很大反响。一时间其组织发展很快,，其地方支部遍布南京、上海、北平、天津、江苏、安徽、浙江、江西等十七八个省市及法国、日本、越南、香港等国家和地区，会员达一万余人。改组派在蒋派的南京国民党区内也有相当的力量。凡南京国民党有组织的地方，几乎都有改组派的组织。其組織與國民黨本身結構類似，且長於宣傳工作，分部組織經常集會，發行了大量攻擊蔣介石的秘密出版物并傳閱一些國內外時事評論。
改組派尊汪精衛為精神領袖。汪精衛也曾公開表示過對改組派的同情，甚至對於其部份活動進行指示，但他自視為整個國民黨的領袖，始終沒有加入改組派。改組派的主要領導仍由陳公博等負責。

## 主張
改組派主張「恢復十三年國民黨改組的精神」，認為此時的國民黨已經墮落而需改組。他們提出建設黨的權威和專政、實行黨的民主化、嚴密黨的紀律等主張。具體如：為了對抗中共而恢復群眾運動；經濟上建設民生主义；外交上同時反對帝國主義和共產國際等。這些主張吸引了很多資產階級和小資產階級知識份子，一時間改組派得以迅速發展，總成員近萬人左右。
汪精卫以反对蒋介石个人独裁为号召，从1929至1930年期间，曾先后发表过《怎样扶植民主势力》、《怎样树立民主政治》、《论约法》、《论以党治军》、《怎样做文人》、《二十年民权运动之回顾》、《两种模型心理之瓦解》等一系列的文章，主要观点皆大致是提倡“于党恢复民主集权，于国扶植民主势力”。

## 主要活動

### 反對三大
改組派早期曾受蔣介石容忍，後遭到打擊。於是改組派組織了各種其他派別無法相比擬的規模浩大的反蔣活動，如圍繞国民党第三次全国代表大会代表資格等問題，改組派意圖從地方包圍中央，搶佔各地黨部領導權抗議蔣派主導三大，並於1929年3月14日，由谷正綱等控制了南京全市國民黨員會議，與蔣派人員發生激烈流血衝突，多人被捕。3月15日國民黨三大仍然召開，改組派又在上海法租界組成「聯合辦事處」，領導全國分部否定三大的正當性。見識了其力量的蔣派在胡漢民等支持下，主導大會決意開除陳公博、甘乃光、顧孟余（開除三年）的黨籍，同時給予汪精衛書面警告，還通過決議禁止黨內組織，給改組派造成重大打擊。

### 軍事策動
反對國民黨三大的活動失敗以後，改組派開始重視軍事，在上海建立了「軍事委員會」，因自身不具備武裝，而活動以策動各地軍閥為主。而各地實力派面對蔣介石此時進逼的趨勢，也開始考慮藉助改組派民主化的主張對抗。1929年5月改組派王樂平在上海發起了「中國國民黨護黨革命大同盟」，主張擁汪倒蔣，各地實力派均與其建立了聯繫。在蔣馮戰爭之際，6月陳公博奉汪精卫命到香港，联络实力派组织护党救国军，策動粤系張發奎從湖北宜昌起兵呼應馮玉祥，張發奎初時拒絕，但為蔣介石所疑，準備以調任為名解除其兵權，張發奎終於在9月發難。此舉得到改組派大力支持，除輿論外，江蘇改組派還在溧陽等地準備予以軍事支持，但因勢單力薄而未成事。
張發奎起兵後，改組派薛岳、李朗如等聯絡原新桂系後倒戈蔣介石的广西省政府主席俞作柏於9月27日在南寧起事響應，在南宁正式成立护党救国军总司令部，俞任总司令。10月，俞部在蒋介石军事进攻和拉拢收买下兵败，一部起义参加中国工农红军。
1929年10月，汪精衛從法國到香港，以“中国国民党第二届中央执监联席会议”的名义，經唐生智介紹與桂系黃紹竑結盟，約定由張發奎和桂系組成張桂聯軍，以「護黨救國軍」名義討蔣，分别委任唐生智、李宗仁、张发奎、胡宗铎、石友三、何键、刘文辉等为护党救国军各路总指挥。1929年11月,桂系亦在南宁成立护党救国军，李宗仁任总司令，黄绍竑任副总司令，白崇禧任前敌总指挥，下辖：
- 第三路(张发奎部)
- 第八路(桂系)军。

1929年12月，在蒋军五路大军进攻下，桂系兵败。与此同时,蒋介石联络阎锡山、张学良，将唐生智第四路军打败收编，石友三第五路军被收买。至1930年初,护党救国军全部消失。12月改組派又同樣以「護黨救國軍」名義策動唐生智、石友三、韓復榘、宋哲元等人起兵，因為步調不一致和內部矛盾等原因，又過了一個月即偃旗息鼓。

### 遭受鎮壓
改組派長於宣傳，雖然蔣派曾試圖從文宣上攻擊改組派的綱領，或指責其為中共同路人，始終難以成功，只能直接取締改組派發行的刊物。因此蔣派更多採用針對改組派成員的做法，從而瓦解其組織。蔣派軟硬兼施，或收買，或直接逮捕甚至暗殺改組派成員，還取締了王樂平管理的大陸大學。同時除陳公博以外，蔣派佔據的國民黨中央於1929年11月28日開除了更多改組派的高層的黨籍並予以通緝。12月19日，中常委乾脆永久開除了汪精衛的黨籍。1930年2月18日，特務在上海法租界暗殺了王樂平。此類做法對於改組派基層活動造成的打擊尤大。

### 中原大戰及解體
1930年初，蔣介石已經擊敗了大多數地方實力派，其目標轉向閻錫山。趁此機會改組派上層開始遊說閻錫山，而閻也一改之前對改組派的鎮壓，趨於寬容。蔣閻在2月起大打電報戰，改組派也為閻派打氣。1930年3月，陈公博、王法勤先於汪北来与各方接洽，察看虚实。西山会议派的邹鲁、谢持等也在平津一带活动。阎锡山最初忙于部署军事，3月28日才派赵丕廉陪同陈公博、王法勤、邹鲁、谢持等一同赴太原相會，初步交换了关于党务和政府组织等方面的意见。阎并请陈、王等电促汪精卫北来，他自己与冯玉祥也先后发电敦促，并派代表接驾（河北老国民党员李锡九曾代表阎、冯到港迎汪）。陈公博回平后，还在北戴河見过一次张学良，探询张对政局态度。4月1日，閻錫山就任「中華民國海陸空總司令」，3日陳公博、王法勤等抵達太原開始進行進一步遊說。阎、冯认为大敌当前，改组派与西山会议派不可自相争吵，因而促汪北来亲自主持之必要。汪精卫鉴于南方张、桂反蒋军事失利，也觉得非北上不能打开局面，乃于4月13日复各省市党部海外总支部办事处一电，表示“即当摒挡就道，共策进行”。这时，南京已正式下讨伐阎、冯之令，并有长令历数阎罪。中原大戰終於在5月11日爆發。此間在經歷了與西山会议派的爭權後，汪精衛不顧陳公博的反對，主導了同西山派的折中方案。7月13日，改組派主導了北平擴大會議，通過建立北平国民政府等決議，佔據了反蔣方政治的主要地位。但此次會議後改組派下層成員大多認為改組派已經墮落，多有憤而退出派別者。北平擴大會議後，改組派已經無形解體。
汪精卫于7月23日自日本门司乘日本长城丸抵津，旋转平。8月4日，汪、阎会晤于石家庄，商谈党政大计，随汪前去之各派人物，在汪、阎主持下开全体会议六次，对汪起草之党务宣言、扩大会议七个基础条件、组织大纲、常务委员人选以及组织政府等重大问题，均取得同意。8月7日，中国国民党中央党部扩大会议在北平中南海怀仁堂举行第一次正式会议，通过宣言草稿，并决定以汪精卫、赵戴文（代表阎）、许崇智、王法勤、谢持、柏文蔚、茅祖权等七人为扩大会议党务委员，负责领导扩大会议一切工作。在常务委员会之下，设组织、宣传两部及民众运动训练委员会，均采委员制。各部、会互推秘书主任一人，执行决议及整理部务、会务。组织部因须负整理党籍、建立各省市机构及筹备召开三全大会之责，各方均注目，最后始决定由汪精卫自兼秘书主任，委员为汪精卫、邹鲁（西山派）、陈公博（改组派）、赵丕廉（代表阎）、朱霁青（改组派，东北人）五人。宣传部由顾孟余兼秘书主任，委员为顾孟余（改组派）、张知本（西山派）、薛笃弼（代表冯）、潘云超（改组派，河北人）、傅汝霖（西山派，东北人）。民众运动训练委员会由覃振兼秘书主任，委员为覃振（西山派）、白云梯（改组派，蒙古族）陈嘉佑（湘籍军人，也算改组派）、陈树人（改组派）、商震（代表阎）。国民政府于主席下设国府委员七至十一人，最初推定阎锡山、唐绍仪、汪精卫、冯玉祥、李宗仁、张学良（未同意）、谢持等七人为府委，以阎为主席，后又加推石友三、刘文辉为府委。国府组织原定为十部一院，后改定为十六个部、院、会。
1930年10月28日扩大会议名义公布约法草案全文。共八章，计二百一十条，以孙中山先生的建国大纲为第一章，第二章为人民之自由权利义务，第三章国权，第四章中央制度，第五章地方制度，第六章教育，第七章生计，第八章附则。
中原大戰以反蔣勢力失敗告終後，1931年1月1日汪精衛在香港發表宣言解散改組同志會，陳公博發電附議，改組同志會正式解散。此後汪精衛等人雖仍然活躍於中國政壇，但也不再以改組派名義。

## 主要成員
- 主要領導：陳公博、顧孟餘、王樂平、王法勤、朱霽青、柏文蔚、潘雲超、郭春濤、白雲梯
- 主要成員：褚民谊、谷正綱、吳建、苗培成、姚大海、田崑山、薛岳、李朗如、施存統、許德珩、蕭淑宇、谷正鼎、邢琬、盧印泉、羅方中、朱倫、林凡野、羅子實、竇培恩、周德偉、趙惠謨等
- 關係密切的非成員：汪精衛、陳璧君、甘乃光、何香凝、陈树人